# كريستيان كلوسن
كريستيان كلوسن (بالسويدية: Christian Clausen)‏ هو مصرفي سويدي، ولد في 6 مارس 1955 في كوبنهاغن في الدنمارك.